# Takashi Hoshide
Takashi Hoshide (Japans: 星出 尚志 Hoshide Takashi) (Prefectuur Yamaguchi, 1962) is een hedendaags Japans componist.

## Levensloop
Op school speelde hij trombone en was hij dirigent van het schoolharmonieorkest. Tijdens zijn studie aan de universiteit was hij bezig met de mogelijkheden van de synthesizer en thuis bouwde hij een hele studio met meerdere computers op. Na zijn studie was hij eerst in de muziekuitgave werkzaam en daar werd hij om zijn partituren voor harmonieorkest bekend. En dat was de basis en het uitgangspunt, om zich ook compositorisch via dit medium te uiten. Naast de werken voor harmonieorkest schreef hij musicals en composities voor bijzondere gelegenheden.

## Composities

### Werken voor harmonieorkest
- 1992 March "Red red carpet"
- 1993 Fantasy on the "Kitakami-Kobikiuta"
- 1994 Falling Star City
- 1994 De Japanse kers bloesem in maart, voor vrouwenkoor en harmonieorkest
- 1996 Folk Rhapsody by Shiiba
- 1996 Sony's 50th Anniversary March "New Voyage"
- 1999 Bravo Brass!
- 2001 Sutari・Rodo, voor trompet of altsaxofoon solo en harmonieorkest
- 2001 Leila on the Hill
- 2003 To the Other Side of Blue
  1. Pastorale
  2. Vivace
  3. Allegro
- 2003 Ra・Guran・Marushu
- 2003 March "East Wind"
- 2004 Sunrise
- 2006 Heat haze
- 2006 Paul Corry
- 2007 On The Palm Avenue
- 2008 Fly High
- 2009 "Trilogy" of the song "Challenge"
- A Christmas Carol Fantasy
- Bravo Brass!
- Dancin' Megahits
- Disney's Fantillusion!
- Japanese Graffiti
- Princess Mononoke
- The Starry Road

### Kamermuziek
- 1992 Twilight city, voor acht spelers
- 1998 Metamorphosis of "Blacksmith rhythmic", voor altsaxofoon en piano
- 2001 Chaser, voor altsaxofoon, tenorsaxofoon en piano
- 2002 Cobbled streets of Montmartre, voor sopraansaxofoon, altsaxofoon, tenorsaxofoon en piano
- 2002 Twinkle Twinkle Little Star - Variations Bariaburu・Suta, voor altsaxofoon en piano
- 2008 Saburimeshon, voor sopraansaxofoon, altsaxofoon en piano